# Hugo Schaub
Hugo Schaub (* 22. März 1904 in Altendorf (Ruhr); † 28. Juli 1977) war ein deutscher Politiker (SPD). Er war von 1950 bis 1962 Mitglied des Landtags von Nordrhein-Westfalen.

## Leben
Nach der Volksschule machte Hugo Schaub eine Lehre als Hauer und arbeitete als Bergmann. Er war von 1918 bis 1933 Mitglied des Bergarbeiter-Verbandes. Im Jahr 1946 wurde er Mitglied der IG Bergbau. Er war als Betriebsratsvorsitzender und  stellvertretender Vorsitzender der Bergbau-Berufsgenossenschaft Bochum aktiv. 
Schaub wurde in der zweiten, dritten und vierten Wahlperiode als Direktkandidat der SPD im Wahlkreis 63 (Essen-Katernberg-Kray bzw. Essen IV) in den nordrhein-westfälischen Landtag gewählt. Er war Abgeordneter vom 5. Juli 1950 bis zum 20. Juli 1962.